# Chubu Electric Power
La Chubu Electric Power Co., Inc. (中部電力株式会社?, Chūbu Denryoku Kabushiki Kaisha), abbreviata come Chuden in giapponese, è una società per azioni giapponese specializzata nella produzione e distribuzione di energia elettrica, che rifornisce la zona centrale della regione di Chūbu nell'isola di Honshū, in Giappone. Fornisce elettricità a 60 Hz, benché un'area della prefettura di Nagano usi 50 Hz. La Chubu Electric Power è la terza tra le più grandi società elettriche del Giappone in termini di capacità di produzione elettrica, di energia elettrica venduta e di fatturato annuo. È anche una delle "quattro società influenti" di Nagoya insieme alla Meitetsu, alla Matsuzakaya e alla Toho Gas.

## Sviluppi recenti
Nel maggio 2011, il primo ministro Naoto Kan chiese di chiudere la centrale nucleare di Hamaoka, che si trova in un'area considerata da tempo a rischio di un forte terremoto, dopodiché la Chubu Electric Power sospese le attività dell'impianto. Malgrado il lungo dibattito degli anni successivi, non si è ancora raggiunta una decisione definitiva sul destino della centrale, che al 2018 resta tuttora chiusa. Vedi più avanti la sezione "Centrali nucleari" per maggiori dettagli.
Nell'agosto 2013, la Chubu annunciò l'acquisto di una quota dell'80% della Diamond Corp, il fornitore elettrico con sede a Tokyo, segnando l'entrata della società in un mercato solitamente associato alla Tokyo Electric Power Company (TEPCO). Negli anni successivi, però, la relazione tra la Chubu e la TEPCO si è sviluppata in termini non concorrenziali: nel 2014, le due aziende annunciarono l'intenzione di formare "un'alleanza generale", dando vita a "una società globale dell'energia in grado di competere a livello mondiale". La nuova società, sotto forma di joint venture paritetica, fu costituita il 30 aprile 2015 e denominata JERA Co., Inc. Da allora la TEPCO e la Chubu sono impegnate a integrare nella JERA le loro attività nel settore energetico, secondo un piano di 4 anni che dovrebbe terminare nell'aprile 2019, dando vita a un nuovo gigante del settore.

## Centrali elettriche
La società ha 194 centrali elettriche separate con una capacità totale di 32.473 MW.

### Centrali idroelettriche

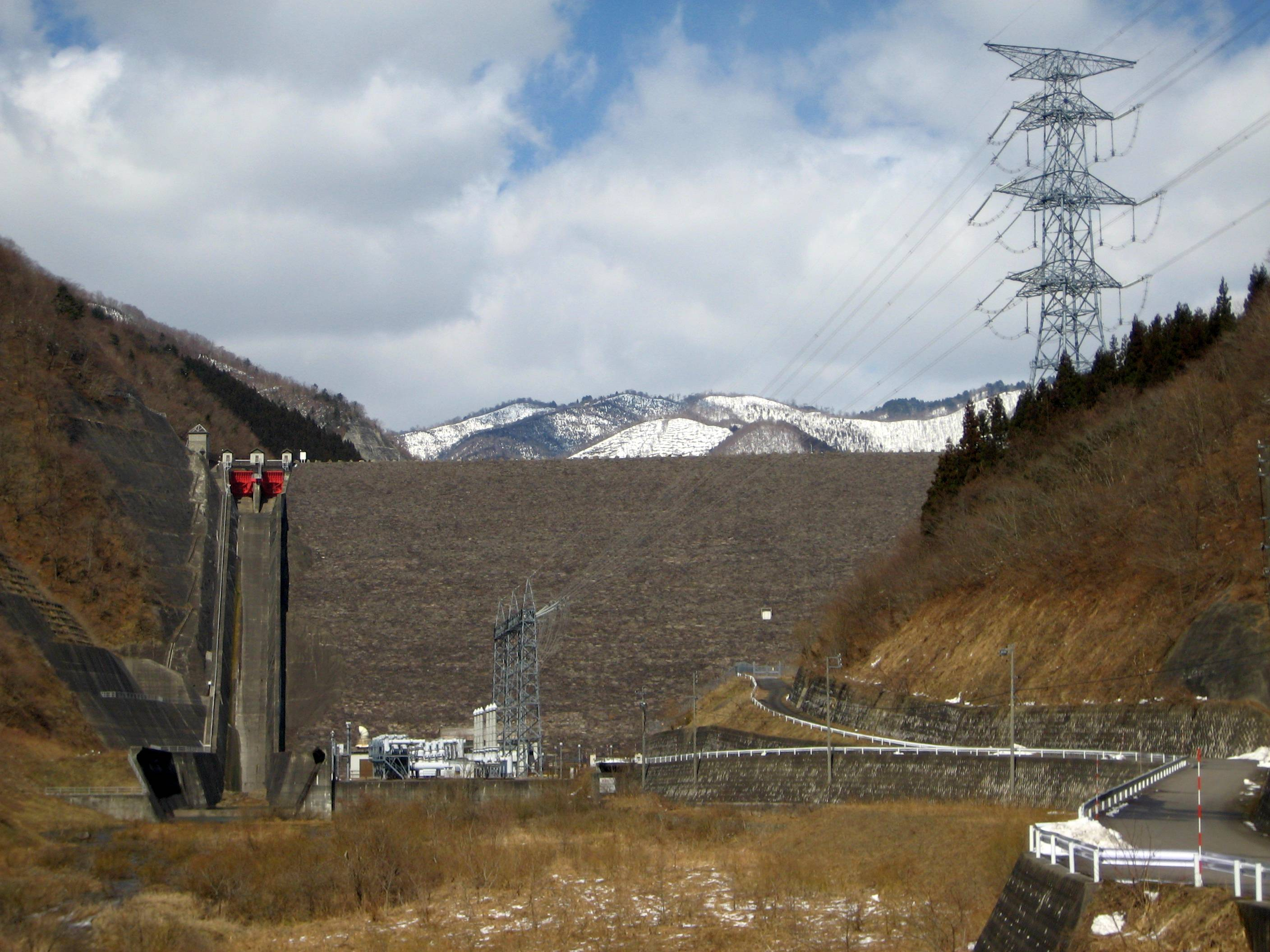
Diga di Kamiōsu

La società possiede 182 centrali idroelettriche separate con una capacità totale di 5.217 MW.
- Centrale idroelettrica di Iwazu
- Diga di Kamiōsu (1.500 MW)
- Diga di Takane I (340 MW)
- Diga di Takane II (25 MW)
- Altre

### Centrali termoelettriche
La società ha 11 centrali termoelettriche separate con una capacità totale di 22.369 MW.
- Centrale termoelettrica di Kawagoe (gas naturale, ciclo combinato, 4.802 MW)
- Centrale termoelettrica di Chita (gas naturale, petrolio greggio e pesante, 3.966 MW)
- Centrale termoelettrica di Atsumi (petrolio greggio e pesante, 1.900 MW)
- Centrale termoelettrica di Nishi-Nagoya (petrolio greggio e pesante, 1.190 MW)
- Centrale termoelettrica di Hekinan (carbone, 4.100 MW)
- Centrale termoelettrica di Shin-Nagoya (gas naturale, ciclo combinato, 1.458 MW)
- Centrale termoelettrica di Chita Daini (gas naturale, 1.708 MW)
- Centrale termoelettrica di Taketoyo (petrolio greggio e pesante, 1.125 MW)
- Centrale termoelettrica di Owase Mita (petrolio greggio e pesante, 875 MW)
- Centrale termoelettrica di Yokkaichi (gas naturale, 1.245 MW)
- Centrale termoelettrica di Goreway (gas naturale, 839,1 MW) a Brampton (Canada), in comproprietà con la Toyota Tsusho
- Altre

### Centrali nucleari
- Centrale nucleare di Hamaoka

Come accennato in precedenza, il 6 maggio 2011 il primo ministro Naoto Kan chiese di chiudere la centrale nucleare di Hamaoka, poiché si stima che vi sia una probabilità dell'87% che un terremoto di magnitudine 8.0 o superiore colpisca l'area entro i prossimi 30 anni. Kan voleva evitare una possibile ripetizione degli imcidenti nucleari di Fukushima I. Il 9 maggio 2011, la Chubu Electric Power decise di conformarsi alla richiesta del governo. Nel luglio 2011, un sindaco della prefettura di Shizuoka e un gruppo di residenti intentarono un'azione legale per ottenere la disattivazione permanente dei reattori. Negli anni successivi si sviluppò un vasto dibattito intorno al destino della centrale, che però, in mancanza di un ampio consenso a favore della riapertura, al 2018 continua a rimanere chiusa.

### Altri impianti
- Convertitore di frequenza di Higashi-Shimuzu